# Wilhelm Baum (Historiker)
Wilhelm Baum (* 30. Januar 1948 in Düsseldorf) ist ein deutsch-österreichischer Historiker und Verleger.

## Leben
Baum besuchte die Volksschule in Volmerswerth und 1959–1963 das Görres-Gymnasium in Düsseldorf. Nach vier Jahren am Hermann-Josef Kolleg im Kloster Steinfeld in der Eifel bestand er 1967 die Abiturprüfung. An der Universität Innsbruck, der Johannes Gutenberg-Universität Mainz, der Westfälischen Wilhelms-Universität Münster und der Eberhard Karls Universität Tübingen studierte er Geschichte, Philosophie und Katholische Theologie. 1971 wurde er in Tübingen zum Dr. phil. promoviert. Er unterrichtete ab 1981 an der Deutschen Schule Barcelona und ab 1985 in Klagenfurt am Wörthersee. Er wurde 1995 an der Universität Klagenfurt Dozent für Geschichte des Mittelalters und lehrte dieses Fach auch an der Universität Graz. Er ist Mitglied des PEN-Zentrums Deutschland und des Österreichischen P.E.N.-Clubs und war 1999 Gründer des Kitab-Verlages in Klagenfurt-Wien. Im selben Jahr folgte die zweite Promotion zum Dr. theol. in Graz.
Baum hat mehrere historische Darstellungen veröffentlicht: Neben der Geschichte des Mittelalters befasst er sich mit der Wissenschaft vom Christlichen Orient, den Kärntner Slowenen, Kärntens Widerstand gegen die Nationalsozialistische Deutsche Arbeiterpartei Österreichs, den deutsch-österreichisch-slawischen Kulturbeziehungen im 19. und 20. Jahrhundert und der Philosophie des 20. Jahrhunderts. Besonderes Interesse in Fachkreisen fanden Baums Bemühungen um die Herausgabe von Ludwig Wittgensteins geheimen Tagebüchern aus dem Ersten Weltkrieg. Weitere Studien setzten sich mit Leben und Philosophie Wittgensteins auseinander, besonders mit der „Negativen Theologie“ des Tractatus. Er ist mit Ulrike Baum verheiratet, die die in Geheimschrift abgefassten Tagebücher Wittgensteins dechiffrierte.

## Schriften (Auswahl)
- Deutsche und Slowenen in Krain. Eine historische Betrachtung. Carinthia, Klagenfurt 1981, ISBN 3-85378-184-5.
- Ludwig Wittgenstein (= Köpfe des 20. Jahrhunderts. Bd. 103). Colloquium, Berlin 1985, ISBN 3-7678-0645-2 (auch Spanisch, Slowenisch und Kroatisch).
- Die Habsburger und die Grafschaft Nellenburg bis zu deren Übergang an Österreich (1275–1465). In: Schriften des Vereins für Geschichte des Bodensees und seiner Umgebung. Bd. 110 (1992), S. 73–94 (Digitalisat).
- Die Habsburger in den Vorlanden. 1386–1486; Krise und Höhepunkt der habsburgischen Machtstellung in Schwaben am Ausgang des Mittelalters. Böhlau, Wien 1993, ISBN 3-205-98005-0.
- Kaiser Sigismund. Hus, Konstanz und Türkenkriege. Styria, Graz 1993, ISBN 3-222-12203-2.
- Margarete Maultasch. Erbin zwischen den Mächten. Styria, Graz 1994, ISBN 3-222-12245-8; 2. Auflage: Margarete Maultasch. Erbin zwischen den Mächten. Kitab, Klagenfurt 2004, ISBN 3-902005-43-2.
- mit Kay E. González: Karl R. Popper. Morgenbuch, Berlin 1994, ISBN 3-371-00393-0 (auch auf Slowenisch und Kroatisch).
- Rudolf IV. der Stifter. Seine Welt und seine Zeit.  Styria, Graz 1996, ISBN 3-222-12422-1.
- Die Verwandlungen des Mythos vom Reich des Priesterkönigs Johannes. Rom, Byzanz und die Christen des Orients im Mittelalter. Kitab, Klagenfurt 1999, ISBN 3-902005-02-5.
- Die Grafen von Görz in der europäischen Politik des Mittelalters. Kitab, Klagenfurt 2000, ISBN 3-902005-04-1 (auch Italienisch).
- mit Dietmar W. Winkler: Die apostolische Kirche des Ostens. Die Geschichte der sogenannten Nestorianer. Kitab, Klagenfurt 2000, ISBN 3-902005-05-X (auch Englisch, England und Indien).
- Klagenfurt. Geschichte einer Stadt am Schnittpunkt dreier Kulturen. Kitab, Klagenfurt 2002, ISBN 3-902005-13-0.
- Schirin. Christin, Königin, Liebesmythos. Eine spätantike Frauengestalt; historische Realität und literarische Wirkung. Kitab, Klagenfurt 2003, ISBN 3-902005-14-9 (auch auf Englisch, England u. Indien; Rezension auf H-Soz-u-Kult).
- Die Türkei und ihre christlichen Minderheiten. Geschichte, Völkermord, Gegenwart. Kitab, Klagenfurt 2005, ISBN 3-902005-56-4 (auch Englisch).
- Die christlichen Minderheiten der Türkei in den Pariser Friedensverhandlungen (1919–1923). Kemal Atatürk und der Genozid. Kitab, Klagenfurt 2007, ISBN 978-3-902005-97-7.
- Paris und die Kultur der Moderne in Österreich. Österreichisch-französische Kulturbeziehungen 1880–1970. Kitab, Klagenfurt 2009, ISBN 978-3-902585-18-9.
- Die Freisler-Prozesse in Kärnten. Zeugnisse des Widerstandes gegen das NS-Regime in Österreich. Kitab, Klagenfurt 2011, ISBN 978-3-902585-77-6.
- Zum Tode verurteilt. NS-Justiz und Widerstand in Kärnten. Kitab, Klagenfurt 2012, ISBN 978-3-902585-93-6.
- Peršmanhof 1945. Protokolle eines NS-Kriegsverbrechens. Kitab, Klagenfurt 2013, ISBN 978-3-902878-13-7.
- Wittgenstein im Ersten Weltkrieg. Die Geheimen Tagebücher und die Erfahrungen an der Front (1914–1918). Kitab, Klagenfurt 2014, ISBN 978-3-902878-43-4.
- Im Schatten des Ersten Weltkrieges. Der Völkermord an den Armeniern und die Mitverantwortung Deutschlands. Kitab, Klagenfurt 2015, ISBN 978-3-902878-37-3.

## Herausgeber
- Weimar–Jena–Klagenfurt. Der Herbert-Kreis und das Geistesleben Kärntens im Zeitalter der Französischen Revolution. Kärntner Druck- und Verlagsanstalt, Klagenfurt 1989, ISBN 3-85391-083-1.
- Kunstwerke sind Stationen auf dem Passionsweg zu einem verlorenen Paradies. Briefe und Dokumente zum „Nötscher Kreis“. Kitab, Klagenfurt 2004, ISBN 3-902005-23-8.
- Enea Silvio Piccolomini: Beschreibung Asiens. Kitab, Klagenfurt 2005, ISBN 3-902005-55-6 („Historia rerum ubique gestarum locorumque descriptio“).
- Hethum von Korykos: Geschichte der Mongolen. Kitab, Klagenfurt 2006, ISBN 3-902005-64-5 („Flor des estoires de la terre d'Orient“).
- Paul Feyerabend–Hans Albert. Briefwechsel. Kitab, Klagenfurt 2008 ff.
  - Bd. 1. 1958–1971. 2008, ISBN 978-3-902585-17-2.
  - Bd. 2. 1972–1986. 2009, ISBN 978-3-902585-27-1 (Rezension bei Perlentaucher).
- Urban Jarnik: Romantik – Nationalismus und Panslawismus in Kärnten. Klagenfurt 2010, ISBN 978-3-902585-40-0.
- Das Buch der Namen. Die Opfer des Nationalsozialismus in Kärnten. Kitab, Klagenfurt 2010, ISBN 978-3-902585-53-0 (Rezension im Standard; Rezension in der Zeitschrift David).
- Das Tagebuch des Thomas Olip. Wie ein im Käfig eingesperrter Vogel. Mit einem Vorwort von Peter Handke und einem Nachwort von Valentin Inzko, Klagenfurt 2010, ISBN 978-3-902585-56-1.
- Auf Wiedersehen über den Sternen! Na svidenje nad zvezdami. Briefe aus Widerstand und Verfolgung unter dem NS-Regime in Kärnten. Kitab, Klagenfurt 2012, ISBN 978-3-902585-83-7.